# Ribes sardoum
Ribes sardoum är en ripsväxtart som beskrevs av U. Martelli. Ribes sardoum ingår i släktet ripsar, och familjen ripsväxter. Inga underarter finns listade i Catalogue of Life.

## Bildgalleri

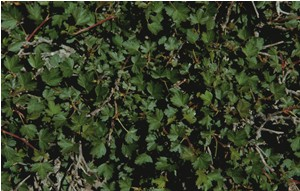
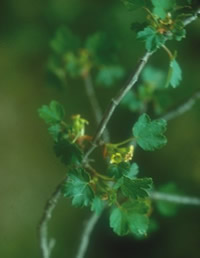
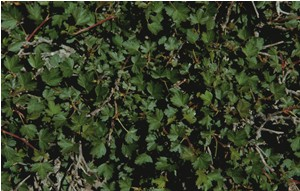